# Nationaal park Llogara

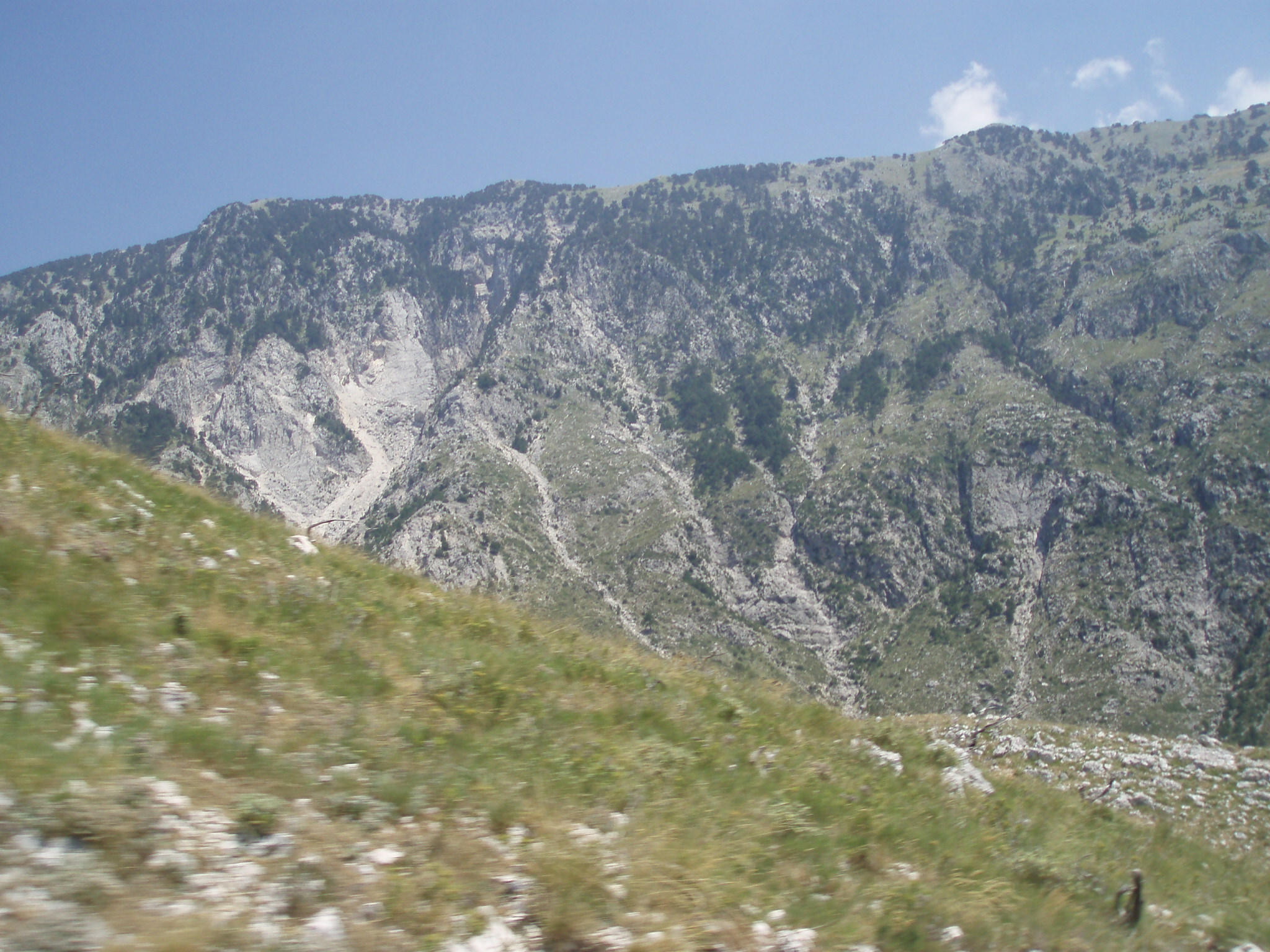
Nationaal park Llogara

Nationaal park Llogara (Albanees: Parku Kombëtar i Llogarasë/Llogorasë) is een nationaal park in Albanië. Het park werd opgericht in 1966 en beslaat 10,1 vierkante kilometer. Het park beschermt de bossen (zwarte den, Bosnische den, Bulgaarse zilverspar (Abies borisii-regis)) aan de noordkant van de Llogara-bergpas tussen 470 en 2018 m hoogte. In het park komen verschillende diersoorten voor, waaronder steenarend, steenpatrijs, wilde kat, ree, gems, otter, wolf, vos.